# Posto de transformação

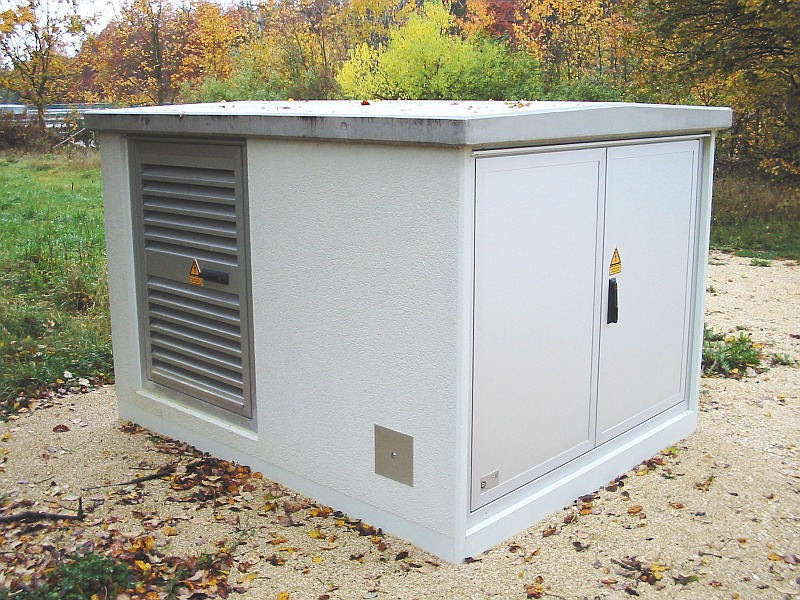
Um posto de transformação residencial compacto.

Um posto de transformação, ou simplesmente PT é uma instalação onde se procede a transformação da energia elétrica de média tensão para baixa tensão, alimentando a rede de distribuição de baixa tensão.
Os níveis de tensão necessários para a boa estabilidade de um sistema elétrico são obtidos através das instalações de transformação em que se usam os transformadores, e os PTs têm a função de reduzir a tensão de níveis elevados para níveis utilizáveis pelos consumidores finais, que são industriais e domésticos.

## Classificação
As instalações de transformação de energia elétrica são classificadas em função do destino da corrente secundária dos transformadores. Em Portugal são classificadas em  subestações e postos de transformação. Noutros países como França, Reino Unido e Brasil, não se faz esta distinção, pois independentemente do destino da corrente de saída alguns classificam estas instalações apenas como subestações, e outros apenas como postos de transformação.
O Regulamento de Segurança de Subestações, Postos de Transformação e Seccionamento (RSSPTS) define Posto de Transformação em seu art.º 6.º, como a instalação de alta tensão destinada à transformação da corrente elétrica por um ou mais transformadores, quando a corrente secundária de todos os transformadores for utilizada diretamente nos recetores, incluindo condensadores para a compensação do factor de potência.

## Constituição
O transformador é elemento fundamental num posto de transformação. Pelo fato desta instalação envolver elevados níveis de tensão, necessita-se de um conjunto adicional de aparelhagem para realizar as funções de comando, seccionamento, contagem, e protecção (de animais, pessoas e bens, e dos próprios equipamentos).
Um PT, é constituído essencialmente por três componentes: primeiro, equipamentos de proteção e seccionamento; segundo, um ou mais transformadores, responsáveis pela transformação da tensão de média para baixa tensão; e terceiro, quadro geral de baixa tensão, onde partem diversos ramais da rede de baixa tensão.

## Tipos
Os tipos de PTs são classificados em função de várias caraterísticas, isto é, quanto a localização, em que resulta um conjunto de soluções para a sua construção. 

### PT cabinado
São postos em que todos os equipamentos estão instalados dentro de uma cabine, que pode assumir uma das seguintes variantes: cabine alta (torre); cabine baixa (em edifício próprio); cabine baixa integrada em edifício; cabine metálica (monobloco) ou cabine subterrânea.

### PT montado em poste
São postos em que o transformador é montado em um poste normalmente de concreto, caraterizados pela sua ligação diretamente na rede de distribuição aérea em média tensão, estando o quadro geral de baixa tensão na base desse poste, num armário dimensionado para o efeito.

### Outras classificações
Os tipos de PTs são ainda classificados quanto à alimentação em: PT radial, PT em anel aberto, e PT com dupla derivação.

## Localização
Os postos de transformação são construídos próximo dos centros de consumo, como zonas rurais, suburbanas, urbanas, industriais, públicas ou privadas.